# الدوري البيروي لكرة القدم 2010
الدوري البيروفي لكرة القدم 2010 (بالإسبانية: Campeonato Descentralizado 2010)‏ هو الموسم 94 من الدوري البيروفي لكرة القدم. أشرف على تنظيمه اتحاد بيرو لكرة القدم، وكان عدد الأندية المشاركة فيه 16، وفاز فيه Club Deportivo Universidad de San Martín de Porres ‏.